# Phrynocephalus raddei
Espèce
Synonymes
- Phrynocephalus raddei var. boettgeri Bedriaga, 1905
- Phrynocephalus raddei var. bilkewitschi Nikolsky, 1915
- Phrynocephalus raddei var. zardunyi Nikolsky, 1915

Phrynocephalus raddei est une espèce de sauriens de la famille des Agamidae.

## Répartition
Cette espèce se rencontre au Tadjikistan, au Ouzbékistan, au Turkménistan, en Afghanistan et en Iran.

## Liste des sous-espèces
Selon The Reptile Database (8 mai 2012) :
- Phrynocephalus raddei boettgeri Bedriaga, 1905
- Phrynocephalus raddei raddei Boettger, 1888

## Étymologie
Cette espèce est nommée en l'honneur de Gustav Radde.

## Publications originales
- Bedriaga, 1907 "1905" : Neue Saurier aus Russisch-Asien. Annuaire du Musée Zoologique de l'Académie Impériale des Sciences de Saint-Pétersbourg, vol. 10, no 3/4, p. 210-243 (texte intégral).
- Boettger, 1888 : Über die Reptilien und Batrachier Transcaspiens. Zoologische Anzeiger, vol. 11, p. 259-263 (texte intégral).